# SH901iC
FOMA SH901iC（フォーマ・エスエイチ きゅう まる いち アイ・シー）は、シャープによって開発された、NTTドコモの第三世代携帯電話 (FOMA) 端末製品である。

## 概要
901iシリーズとして初めて発売された。外部メモリーはminiSDカード（256MBまで：ドコモ発表。それ以上は自己責任）対応である。同年7月にmova端末として発売されたSH506iCと同様の回転2軸ヒンジ方式を採用し、液晶側にも上下左右キーなどを配置した「フロントコマンダー」を採用したことで、液晶を表側にして折り畳む「ビューアポジション」での操作が可能になった。回転2軸ヒンジ方式はSH901iS、SH902iに引き継がれている。
この端末のボタンは黄緑色に光り、「フロンドコマンダー」も同色に光る。SH900iに引き続き、Word、Excel、PDFといったPCデータを携帯で見る事が出来るピクセル・ブラウザーを搭載している。
カメラ性能は、アウトカメラはCCD約202万画素で、オートフォーカスに対応している。主にテレビ電話用のインカメラはCMOS約11万画素。
なお、本端末はFOMA端末であるが外部アンテナがある。
AV機器との連携にも対応しており、別売りの平型AV出力ケーブルを用いて、外部入力した映像をminiSDカードに保存できるビデオエンコーダーを搭載している。また、TV電話画面や端末内に保存した画像・動画をTVへ出力できる。液晶は2.2インチの広視野角な「モバイルASV液晶」を搭載している。
iアプリは「Gガイド番組表リモコン」、「ケータイポストペット SH」、「3D MUSICAFE SH」、「電子マネー Edy」がプリインストールされている。
901iシリーズ共通の特徴として、着うたや着モーションの最大再生容量を300KBから500KBに拡大、iモードメールの添付ファイルの最大容量も100KBから500KBに拡張、ツインスピーカー搭載、iアプリの3Dグラフィックス機能強化、Flashからの端末情報取得、外部からのコンテンツに対して問題要素を検出する「セキュリティスキャン機能」を搭載しているなど、iモードにまつわる機能が強化された。また、デジタルオーディオプレーヤー機能が正式対応になり連続再生出来る様になった。
また、型番にiCが付くことからわかるように、iモードFeliCaにも対応している。モバイルSuicaには非対応。予定されていた800MHz帯とのデュアルバンド機能は見送られ、901iSから搭載される。

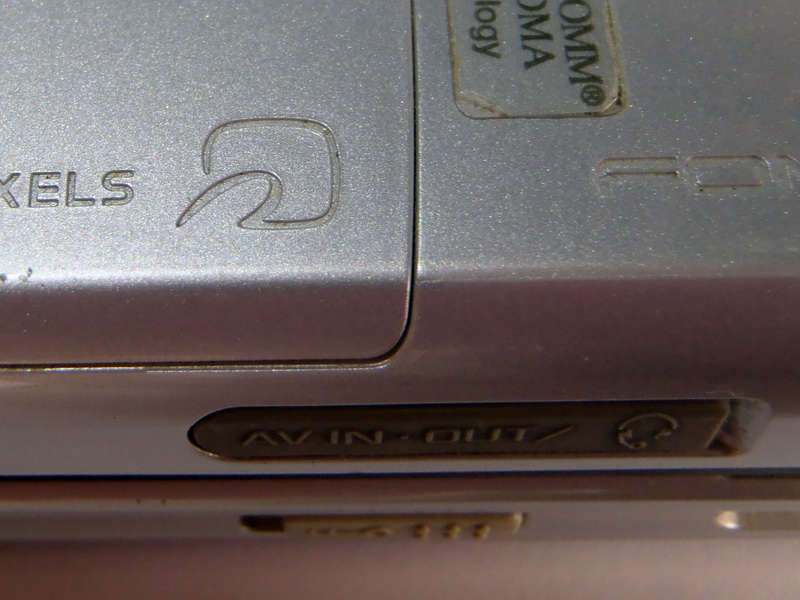
Felicaマークとビデオ端子

## 歴史
- 2004年10月19日：技術基準適合証明 (TELEC) 通過
- 2004年10月22日：電気通信端末機器審査協会 (JATE)通過
- 2004年11月17日：F901iC・N901iC・D901i・P901iと同時にドコモよりプレスリリース
- 2004年12月1日：全国で発売開始。当初は11月26日発売予定だったが、システム対応の遅れより発売日が延期された。

## 不具合
- 2005年3月14日に、2005年2月までに製造された端末及び、3月上旬に製造された端末に、メール機能に対し特定の操作を行うと不具合が出ると発表された。「ソフトウェア更新」により改善できる。参照
- 2006年1月25日に、基地局切り替え機能で不具合が出ると発表された。「ソフトウェア更新」により改善できる。参照
- 2006年7月24日:文章入力中に特定の文字列を入力するとフリーズや再起動が起こる不具合の発生がDoCoMoから公式に発表され、預かり修理による対応が行われるに到った[1][2]。搭載されている日本語入力システムのケータイShoinに起因する。2006年9月8日（金曜日）の13時から開始されるソフトウェアアップデートでも改善される（参考）。